# 뉴뉴
뉴뉴(NewNew)는 가수 쏘닉의 1인 프로젝트로 2010년 결성된 그룹이다. 한국형 네오 시부야케이느낌을 표방하며 멜로디와 연주,랩등의 다양한 표현방법을 사용했다. 첫 EP 앨범 Instant Gallery는 Supasonick Sound에서 직접 제작한 앨범으로써 쏘닉 본인이 전곡 작사, 작곡, 편곡, 프로듀싱 및 제작까지 도맡았다. 참여진으로는 프라임, 이정은, 마린딕시버거의 이예림, 가수 나한나 및 기타리스트 황윤진이 함께 했으며, 믹싱과 마스터링은 디제이 수퍼부기가, 앨범 커버와 아트웍 작업에는 아티스트 심재형이 함께 했다.

## 앨범
- 《2010 Instant Gallery》